# Ma nije on takav (2010.)
Ma nije on takav (srp. Ма није он такав) je srpski film iz 2010. godine, čiji je radni naslov bio Bacio sam čini na tebe. Režirao ga je Miroslav Petković, koji je napisao i scenarij.
Film je svoju premijeru imao na Filmskim susretima u Nišu 22. kolovoza 2010. godine.